# Il ballo del pinguino/Gioca anche tu
Il ballo del pinguino/Gioca anche tu è il terzo singolo discografico di Cristina Zavalloni, pubblicato nel 1984.

## Descrizione
Gli arrangiamenti e la direzione orchestrale sono di El Pasador.

## Tracce

### Lato A
1. Il ballo del pinguino – 2:49 (testo: Ermanno Capelli – musica: Paolo Zavallone (conosciuto come El Pasador) e Celso Valli)

### Lato B
1. Gioca anche tu – 3:25 (testo: Ermanno Capelli – musica: Paolo Zavallone (conosciuto come El Pasador) e Celso Valli)